# Quai d’Orsay

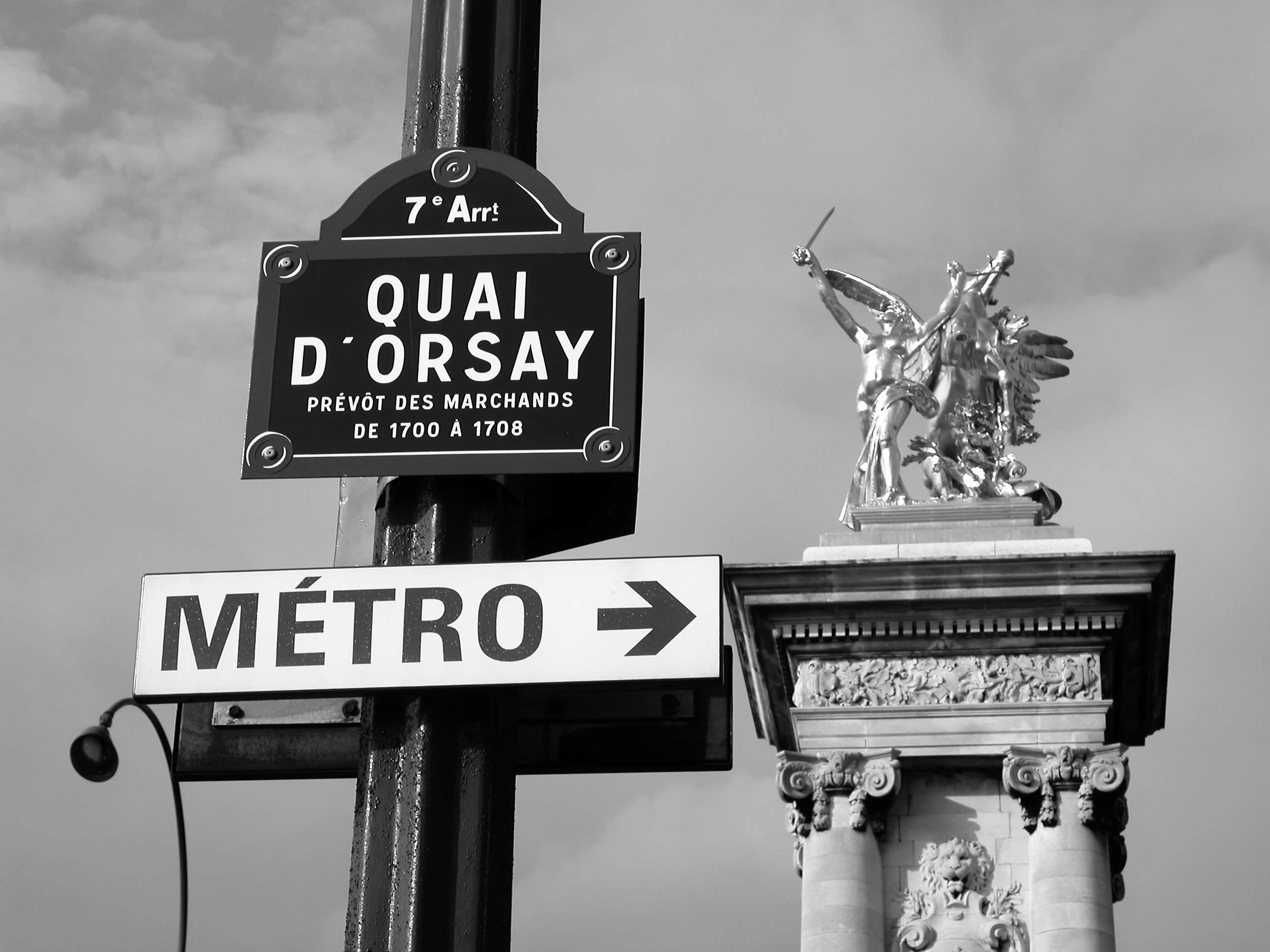
Quai d’Orsay

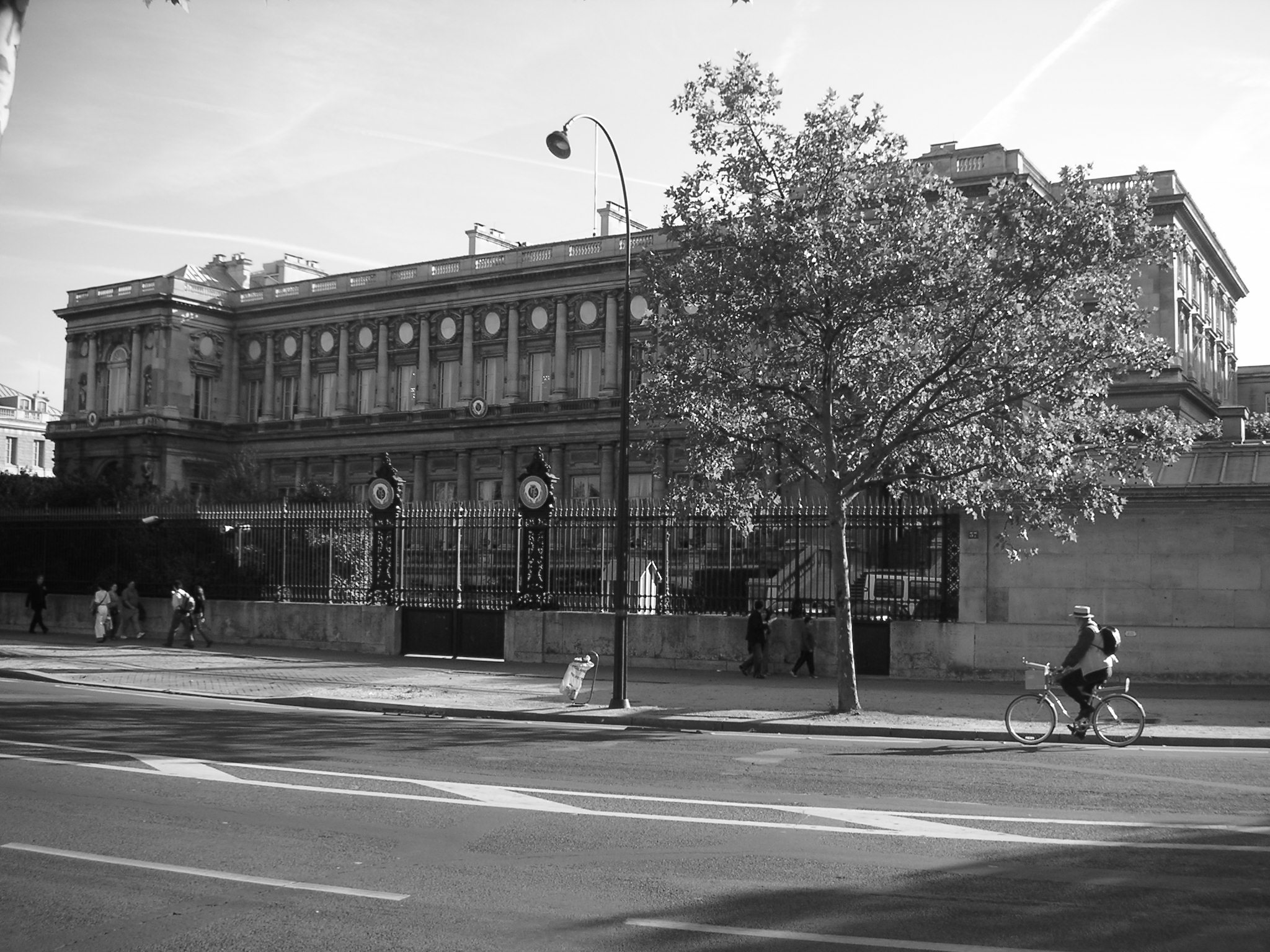
Quai d’Orsay

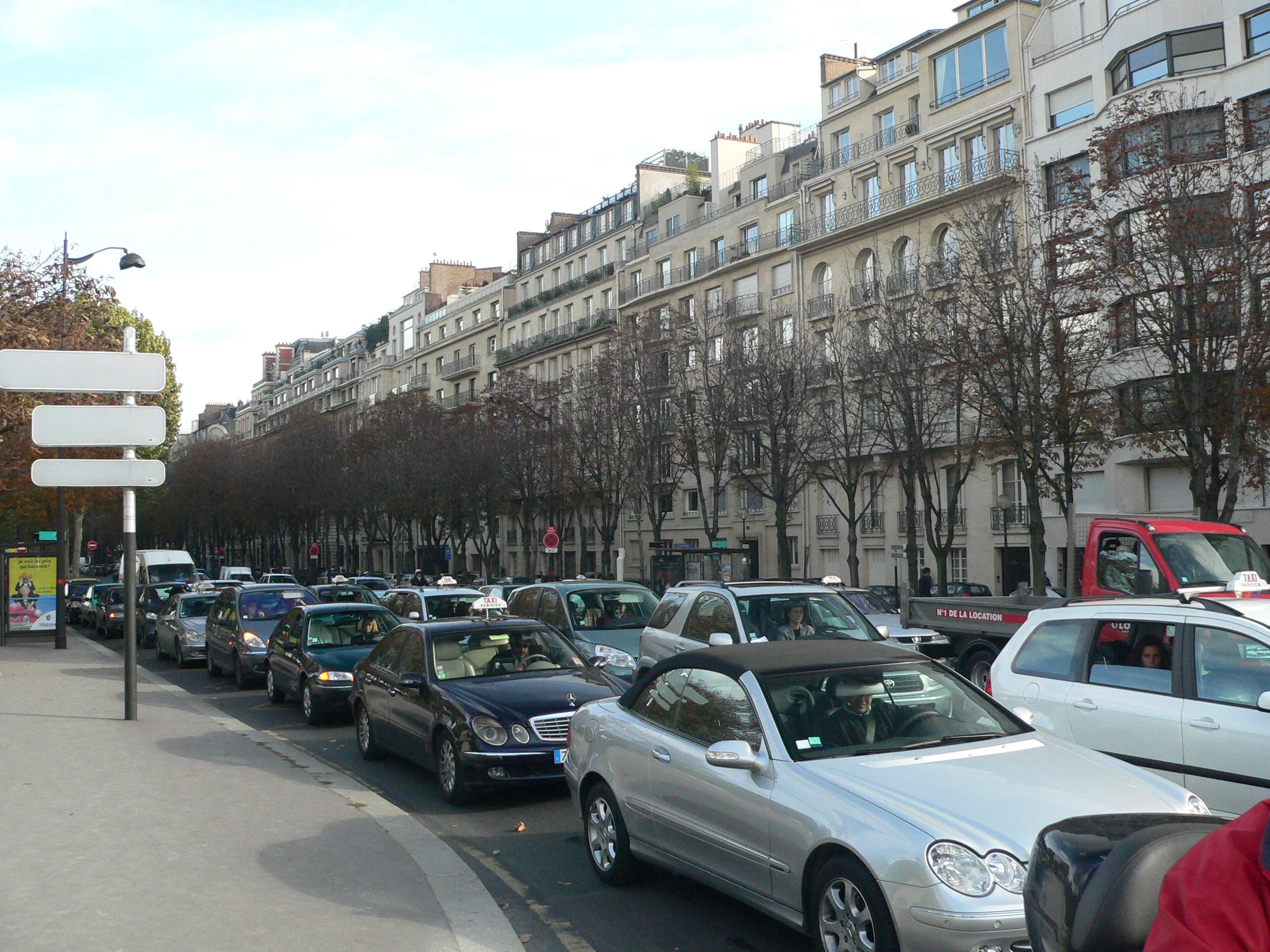
Quai d’Orsay

Quai d’Orsay är en kaj i Paris, en del av Seines vänstra strand, och den gata som löper längs med den. 
Frankrikes utrikesministerium ligger på Quai d’Orsay, och ministeriet kallas därför ofta Quai d’Orsay som en metonym.